# 新金融安定化基金
社団法人新金融安定化基金(しんきんゆうあんていかききん)とは「わが国金融システムの安定化および内外からの信頼性確保に資すること」を目的に作られたかつて存在した社団法人である。住宅金融専門会社の破綻処理に公的資金が投入されることにたいして更なる金融機関の負担を求める世論の要請に応え、財政支出を軽減するために日本銀行および民間金融機関の奉加帳方式の出資により設立された。住専処理のために預金保険機構内に設けられた特定住宅金融専門会社の債権債務の処理の促進等に関する特別措置法に基づく民間金融機関の出資による金融安定化拠出基金(第一基金)に対して第二基金と呼ぶことがある。民間金融機関の自主的な検討による設立と言う建前であり政府出資は無く、金融安定化拠出基金と異なり、法的な根拠も無い。
拠出された基金の運用を国債によって行う一方、日銀出資枠から日本債券信用銀行の資本注入や阪和銀行の払い戻し専門の銀行である紀伊預金管理銀行の設立を行った。
2011年、住宅金融専門会社の処理を終結させるにあたり、解散しその基金の運用益を政府に寄付し、住専処理の二次損失の負担の政府分の一部として充当されることとなった。